# 周兆璋
周兆璋，廣東省廣州府順德縣人，清朝政治人物。同進士出身。
光緒二年（1876年），參加丙子恩科會試，得貢士第109名。殿試登進士3甲第40名。同年五月（6月3日），經吏部掣簽，授即用知縣，擔任甘肅南當縣知縣，署肅州同知。